# 臺灣3x3籃球聯盟
臺灣3x3籃球聯盟（英語：Taiwan 3x3 Basketball Association）為臺灣首個男子三對三籃球聯盟，該聯盟於2020年7月20日宣布成立，並於翌年9月4日舉行「臺灣三對三籃球企業聯賽」，比賽分為男子組及女子組舉行。於2022年6月29日起，因故無限期停賽。

## 歷史

#### 聯盟成立
臺灣3x3籃球聯盟於2020年7月20日舉行成立記者會，宣布已有桃園E.Son、新竹岳陽建設、台中市隊、林口Footer、新北成功體育及台北DLIVE，共六支球隊加入。記者會上也同時公布桃園E.Son以月薪新台幣8萬元簽下曾代表健行科技大學角逐大專籃球聯賽（UBA）的朱雲豪與石博恩。聯盟當日也稱計畫於2021年舉辦選秀及正式開賽。

#### 六都百萬爭霸賽
2020年7月至8月，聯盟舉辦「六都百萬爭霸賽」，賽事分為U16國中男子組、U19高中男子組與爭霸組，於台中、桃園、新北汐止、嘉義、高雄與台北六站比賽，其中爭霸組將由六地的冠亞軍在8月16日台北進行總決賽，最終由桃園E.Son奪下爭霸組冠軍。
| 爭霸賽總冠軍 | 爭霸組分站冠軍 |

| 時間          | 分站 | 分站冠亞軍              | 三分球大賽   | 灌籃大賽     |
| ------------- | ---- | ----------------------- | ------------ | ------------ |
| 7月11日－12日 | 台中 | 中州A （彰化中州科大）  | 盧哲毅       | 劉駿霆       |
| 7月11日－12日 | 台中 | 彰化彰茂企業            | 盧哲毅       | 劉駿霆       |
| 7月18日－19日 | 桃園 | 桃園 E.SON              | 高承恩       | 劉駿霆 （2） |
| 7月18日－19日 | 桃園 | 桃園岳陽                | 高承恩       | 劉駿霆 （2） |
| 7月25日－26日 | 新北 | 台北 DLIVE 雄獅         | 謝鎮陽       | 劉駿霆 （3） |
| 7月25日－26日 | 新北 | 2 派克 （新北成功體育） | 謝鎮陽       | 劉駿霆 （3） |
| 8月1日－2日   | 嘉義 | 新北床大師              | 盧哲毅 （2） | 張幃翔       |
| 8月1日－2日   | 嘉義 | 台北西園B               | 盧哲毅 （2） | 張幃翔       |
| 8月8日－9日   | 高雄 | 家簡塵除A （桃園宥竑）  | 謝亞軒       | 諾威爾       |
| 8月8日－9日   | 高雄 | 高雄137 （義守大學）    | 謝亞軒       | 諾威爾       |
| 8月14日－16日 | 台北 | 力保美達                | 杜譽城       | 劉駿霆 （4） |
| 8月14日－16日 | 台北 | 台寧體育                | 杜譽城       | 劉駿霆 （4） |

#### 臺灣三對三籃球企業聯賽
2021年3月17日，聯盟宣布賽事預計5月底將開打、12支球隊參與。9月1日，聯盟舉行開賽記者會，公布賽事名稱為「臺灣三對三籃球企業聯賽」，並訂定9月4日起至10月30日，每週六、日在平鎮國民運動中心、健行科技大學體育館展開首季賽事。
12隊須經過七站的巡迴賽事，當週單站Day 1皆會與不同隊伍進行小組賽，再從中取出八隊晉級Day 2賽事，並進行單淘汰決定當週單站冠、亞軍。積分排名則依FIBA 3x3官網排名，每站給予相對應之積分。總決賽依巡迴賽積分累計，取前八名晉級10月30日的2021 T3BA總決賽，總決賽採單淘汰賽制決定冠、亞軍。
因應疫情關係，總決賽全程皆不開放觀眾入場，僅於線上轉播。最終，首季賽事的企業男子組總決賽冠軍為台寧天行者，而衛星賽公開女子組總決賽冠軍為全龍特攻隊。
| 聯盟總冠軍 | 晉級總決賽 |

最後更新：2021-10-30
| 積分排名 | 企業男子組   | 公開女子組         |
| -------- | ------------ | ------------------ |
| 1        | 風格整形     | KEEP               |
| 2        | 台寧天行者   | 全龍特攻隊         |
| 3        | 桃園戰鬥猿   | 寰瀛法律           |
| 4        | 高雄漢神137  | 王山頌建築師事務所 |
| 5        | X-LINE鱷魚   | MU A               |
| 6        | 新竹攻城獅   | 台南天行者         |
| 7        | 台新夢想家   | MU B               |
| 8        | 宥竑好神戰隊 | JTC籃球訓練        |
| 9        | 長佳機電     | 台大女籃A          |
| 10       | 九太科技     | 台大女籃B          |
| 11       | DLIVE運動城  | Triangle           |
| 12       | 一統徵信     | 北科校友隊         |

聯賽於10月底結束本季賽程，現任UBA傳統勁旅健行科大總教練的劉孟竹，決定正式卸下聯盟顧問職角色。

#### 債務糾紛
2022年6月26日，於7月即將開打的台灣3X3籃球聯盟（T3BA）爆發債務糾紛，會長陳秉澤兩年前與歐萊行銷公司執行長、退役籃球國手黃寶賜合作第一屆賽事時，仍有245萬元活動行銷費未支付，雙方翻臉鬧上法院。

#### 因故延期
2022年6月29日，聯盟公告原訂於7月2日臺中賽事因故延期。如有任何資訊會再另行公告。

## 外部連結
| - 臺灣3x3籃球聯盟的Facebook專頁 - 臺灣3x3籃球聯盟的Instagram帳戶 | FIBA 3x3 - T3BA 3x3 2021 - 2021 T3BA Tournament R1 - 2021 T3BA Tournament R2 - 2021 T3BA Tournament R3 |